# Massamoord van Wormhout
De Massamoord van Wormhout is een voorval tijdens de Slag om Duinkerke waarbij 80 voornamelijk Britse soldaten werden vermoord door soldaten van de Waffen-SS. De moord vond plaats op 28 mei 1940.

## Geschiedenis
In de veronderstelling dat ze krijgsgevangen zouden worden genomen gaven de Britse troepen van de 144th Infantry Brigade of the 48th (South Midland) Infantry Division zich over aan het oprukkende Duitse leger. Zij waren gestationeerd te Wormhout om deze Duitse troepen te vertragen.
Een grote groep Britse soldaten, inclusief enkele Franse bewakers van een munitiedepot, werden meegenomen naar een schuur bij La Plaine Au Bois, nabij Ekelsbeke en Wormhout. Daar werd de groep gevangen gezet.
Toen er bijna 100 mannen in de kleine schuur opgesloten zaten gooiden soldaten van de Leibstandarte SS Adolf Hitler steelhandgranaten het gebouw in en doodden veel krijgsgevangenen. De granaten slaagden er niet in iedereen te doden, grotendeels als gevolg van de moed van twee Britse onderofficieren: Sergeant Stanley Moore en CSM Augustus Jennings. Zij wierpen zichzelf op de granaten om de kracht van de explosie te onderdrukken en hun kameraden te beschermen tegen de ontploffing. Toen ze dit wisten riepen de SS'ers enkele krijgsgevangenen op om eruit te komen. De mannen kwamen naar buiten en werden neergeschoten. Soldaat Brian Fahey overleefde de kogelregen, iets wat de SS'ers niet wisten. Omdat de SS uiteindelijk concludeerde dat deze methode te traag was vuurden de SS-soldaten eenvoudig met hun wapens op de schuur.
Verschillende Britse gevangenen konden ontsnappen, terwijl een paar anderen, zoals Fahey, voor dood werden achtergelaten. Kapitein Lynn-Allen stierf terwijl hij probeerde te ontsnappen. Soldaat Bert Evans' ontsnapping was succesvol, hij was de laatste overlevende van het bloedbad. In totaal zijn 80 mannen gedood. Er raakten ook nog 15 soldaten gewond, echter hun wonden waren zo ernstig dat binnen 48 uur alle krijgsgevangenen op zes na waren overleden. Na een paar dagen werden Fahey en verscheidene anderen door reguliere Duitse troepen gevonden en naar het ziekenhuis gebracht. Hun wonden werden behandeld voordat ze naar een krijgsgevangenenkamp in het bezette Europa werden gestuurd.

## Verantwoordelijkheid
Het 2e Bataljon van de Leibstandarte-SS Adolf Hitler, dat grotendeels verantwoordelijk kan worden gehouden voor deze massamoord, stond op dat moment formeel onder leiding van Hauptsturmführer Wilhelm Mohnke. Mohnke is nooit berecht en stierf uiteindelijk in 2001.